# Paraphrynus maya
Espèce
Paraphrynus maya est une espèce d'amblypyges de la famille des Phrynidae.

## Distribution
Cette espèce est endémique du Guatemala.

## Description
La femelle holotype mesure 18,3 mm et le mâle paratype 19,0 mm.

## Publication originale
- Armas, Trujillo & Agreda, 2017 : A new species of Paraphrynus (Amblypygi: Phrynidae), from Guatemala. Revista Iberica de Aracnologia, vol. 31, p. 49-54.